# Jean Mestrezat

Jean Mestrezat

Jean Mestrezat (* 1592 in Genf; † 2. Mai 1657 in Paris) war ein schweizerisch-französischer protestantischer Pfarrer, Kontroverstheologe und Autor.

## Leben
Jean Mestrezat studierte in Genf und an der protestantischen Akademie Saumur. 1614 wurde er Pastor in Charenton-le-Pont (und damit praktisch von Paris, da es dort keine evangelische Kirche geben durfte) und blieb es bis an sein Lebensende. Er verkörperte die Verbindung von Unnachgiebigkeit in der Glaubenslehre mit politischer Unterwerfung unter den König. Mit dem Jesuiten François Véron und dem späteren Kardinal de Retz focht er Kontroversen aus, in denen er sich als großer Gelehrter zeigte, der unpolemisch argumentierte und Würde statt Aggressivität ausstrahlte. Die römisch-katholische Glaubenskongregation setzte seine sämtlichen Werke in zwei Dekreten 1639 und 1757 auf den Index.

## Werke
- Défense de la confession des églises réformées de France, contre les accusations du sieur Arnould, jésuite, déduites en un sermon fait en la présence du Roy à Fontainebleau. Charenton 1617. Paris 1826.
- De la Communion à Jésus-Christ au sacrement de l’Eucharistie, contre les cardinaux Bellarmin et Du Perron. Sedan 1624. 1625. (auch italienisch, Genf 1638)
  - (deutsch) Kurze Erklärung der tröstlichen Lehre von dem heiligen Abendmal des Herrn und wie ein Christ sich zu demselben würdiglich vorbereiten soll. In: Göldenes Kleinod zur himmlischen Hochzeit.  Müller, Frankfurt am Main 1663. Lorentz, Berlin 1732.
- Le Hibou des Jésuites, opposé à la Corneille de Charenton. 1624.
- Traité de l’Escriture saincte, où est monstrée la certitude et plénitude de la foy et son indépendance de l’authorité de l’Église, contre les prétendues démonstrations catholiques du jésuite Regourd, en quoy est comprise la réfutation du troisiesme livre de la Réplique du cardinal Du Perron touchant les traditions. Petit, Charenton 1633.
- Discours de la grâce contre les prétendus mérites et la justification par les oeuvres, adressé à Mr de La Milletière. Charenton 1638.
- De la Sacrificature de Jésus-Christ, nostre Seigneur, ou Sermons sur les chapitres septième, huictième, neufvième et partie du dixième de l’Épistre aux Hébreux, prononcés à Charenton. Charenton 1640.
- De la Vertu de la foy, ou Sermons sur le chapitre onziesme de l’Épistre aux Hébreux, prononcés à Charenton. Charenton 1644.
- Sermon sur le pseaume CXXX, vers. 1, 2, 3 et 4, prononcé à Charenton. Charenton 1645.
- Discours de la manière dont Jésus-Christ nous est donné tant en l’Évangile qu’au sacrement de l’Eucharistie. Charenton 1647, 1653.
- Sermon sur les versets XVI et XVII du chap. cinquiesme de la première Epistre de S. Jean. Charenton 1648.
- Traité de l’Église. Charenton 1649.
  - (deutsch) Gründlicher und außführlicher Bericht Von der Kirchen Jesu Christi des Sohns Gottes des Mittlers des ewigen Testaments und einigen Haupts seiner Außerwehlten Gemeine : Darauß Der Mensch , so auß Gott gebohren ist , urtheilen kan , welches eigentlich die Gemeine ist , der da Gottes verheissung und r[...]gierunge des H. Geistes angehöre ... / Außgeführet auß dem reinen Brunnen Göttliches Worts , den alten KirchenLehrern und bewährten Conciliis Gestellet und in dreyen Büchern abgetheilet Durch Einen vornehmen Theologum Johann Mestresat Predigern der Evangelischen Gemeine zu Pariß. An jetzo ... Auß Frantzösischer Sprache in d[...]e Teutsche ubertragen Durch Iustum Soldan. Kassel 1653.
    - (Erwiderung von) François Véron: Tractat von der Kirchen Jesu Christi. Welcher da entgegen gesetzt wird dem jenigen / so Joannes Mestrezat Calvinischer Predicant zu Charenton bey Paris, auß deß Sedanischen Predicanten Petri Molinaei, so genandten / Novitate Papismi und GlaubensSchild mehrentheils gezogen / und von der Kirchen handlend / vor etlichen Jahren in Druck außgehen lassen / welches deß Mestrezats Buch nachmahlen von einem Calvinistischen Praedicanten zu Cassel in Hessen / Nahmens Soltan, vor wenig Zeit in Teutsch gesetzet worden. Also: Daß dieser Tractat ... mag genennet werden: Antwort auß dem H. Augustino auff deß Mestrezats Buch von der Kirchen / wie auch auß anderen H. Vättern auff dasjenige / was Petrus Molinaeus darvon geschrieben. Zinck, Würzburg 1655.
- Exposition de la première épître de l’apôtre S. Jean en sermons prononcés à Charenton par Jean Mestrezat. Tome Ier, contenant l’exposition des trois premiers chapitres en 23 sermons. Genf 1651.
- Sermon sur ces mots de Jésus Christ Nostre Seigneur, en S. Jean ch. VI, vers. 55. Ma chair est vrayement viande et mon sang est vrayement breuvage. Charenton 1651.
- Sermon sur le pseaume XC, versets onze et douzième: Qui est-ce qui connaît la force de ton ire. Charenton 1652.
- De la Mort des fidèles, ou Sermon sur les versets 1, 2, 3, 4 du chapitre V, de la 2. Épistre de l’apôtre Saint Paul aux Corinthiens. Charenton 1653.
- Sermons sur les chapitres troisième, quatrième, cinquième et sixième de l’Épistre aux Hébreux. Genf 1653.
- Dispute touchant le schisme et la séparation que Luther et Calvin ont faite de l’Église romaine, entre M. Jean Mestrezat et Louis Du Laurens. Paris 1655.
- Vingt sermons sur divers textes de l’Escriture sainte, prononcés en divers temps à Charenton-les-Paris. Genf 1658.
- Sermons sur le chapitre huitième de l’Épître de St. Paul aux Romain. Hrsg. Jacques Tirel.  F. Changuion, Amsterdam 1726.